# Худиківська сільська рада
Худи́ківська сільська́ ра́да — адміністративно-територіальна одиниця та орган місцевого самоврядування в Борщівському районі Тернопільської області. Адміністративний центр — село Худиківці.

## Загальні відомості
- Територія ради: 3,074 км²
- Населення ради: 694 особи (станом на 2001 рік)

## Населені пункти
Сільській раді підпорядковані населені пункти:
- с. Худиківці

## Населення
За переписом населення України 2001 року в сільській раді мешкала 691 особа.

### Мова
Розподіл населення за рідною мовою за даними перепису 2001 року:
| Мова       | Відсоток |
| ---------- | -------- |
| українська | 99,14 %  |
| російська  | 0,72 %   |
| молдовська | 0,14 %   |

## Склад ради
Рада складається з 15 депутатів та голови.
- Голова ради: Рогожинський Іван Михайлович
- Секретар ради: Чорней Ганна Миколаївна

### Керівний склад попередніх скликань
| Прізвище, ім'я, по батькові  | Основні відомості                                                 | Дата обрання | Дата звільнення |
| ---------------------------- | ----------------------------------------------------------------- | ------------ | --------------- |
| Яловега Федір Іванович       | Сільський голова, 1956 року народження, безпартійний              | 26.03.2006   | 31.10.2010      |
| Рогожинський Іван Михайлович | Сільський голова, 1958 року народження, освіта вища, безпартійний | 27.05.2012   |                 |

Примітка: таблиця складена за даними сайту Верховної Ради України

### Депутати
За результатами місцевих виборів 2010 року депутатами ради стали:

#### За суб'єктами висування
| Суб'єкт висування           | Кількість обраних депутатів | %   |
| --------------------------- | --------------------------- | --- |
| Самовисування               | 9                           | 75  |
| Комуністична партія України | 1                           | 8,3 |
| Народна партія              | 1                           | 8,3 |
| Партія «Справедливість»     | 1                           | 8,3 |

#### За округами
| № округу                    | Прізвище, ім'я, по батькові  | Дата визнання обраним | Освіта             | Партійна приналежність       | Відомості про обраного депутата       |
| --------------------------- | ---------------------------- | --------------------- | ------------------ | ---------------------------- | ------------------------------------- |
| Комуністична партія України |                              |                       |                    |                              |                                       |
| 8                           | Лозинська Валентина Петрівна | 01.11.2010            | середня спеціальна | позапартійна                 | Територіально-соціальний центр, кухар |
| Народна Партія              |                              |                       |                    |                              |                                       |
| 3                           | Веретяний Сергій Петрович    | 01.11.2010            | вища               | член Народної партії         | приватний підприємець                 |
| Партія «Справедливість»     |                              |                       |                    |                              |                                       |
| 9                           | Чорней Ганна Миколаївна      | 01.11.2010            | середня спеціальна | член Партії «Справедливість» | ПП «Агро-Прог-рес», бухгал-тер        |
| Самовисування               |                              |                       |                    |                              |                                       |
| 1                           | Чопик Ольга Лонгівна         | 01.11.2010            | вища               | позапартійна                 | школа, вчитель                        |
| 2                           | Яловега Стефанія Петрівна    | 01.11.2010            | вища               | позапартійна                 | школа, вчитель                        |
| 4                           | Фенюк Василь Дмитрович       | 01.11.2010            | середня спеціальна | позапартійний                | тимчасово не працює                   |
| 5                           | Демків Степан Євгенович      | 01.11.2010            | середня спеціальна | позапартійний                | тимчасово не працює                   |
| 6                           | Никорчук Галина Ярославівна  | 01.11.2010            | незакінчена вища   | позапартійна                 | школа, вчитель                        |
| 7                           | Томин Сергій Іванович        | 01.11.2010            | середня спеціальна | позапартійний                | сільська рада, землевпорядник         |
| 10                          | Кирилюк Світлана Миколаївна  | 01.11.2010            | вища               | позапартійна                 | сільсь-ка рада, секре-тар             |
| 11                          | Тодорук Олена Михайлівна     | 01.11.2010            | середня спеціальна | позапартійна                 | тимчасово не працює                   |
| 12                          | Волошин Іван Миколайович     | 01.11.2010            | середня            | позапартійний                | тимчасово не працює                   |